# 市長 遠山京香
『市長 遠山京香』（しちょう とおやまきょうか）は赤石路代による日本の漫画作品。

## 概要
『Judyオリジナル』（小学館）で不定期連載として連載開始され、同誌の休刊に伴い、『Judy』本誌へと移籍、毎号連載となる。しかし、2008年8月発売号を以って、同誌も休刊となり、連載は終了した。他誌への移籍という計画も持ち上がったが、実らなかった（単行本11巻 作者あとがきより）。単行本は全11巻。作者にとって10巻を越える作品は「AMAKUSA1637」に続き、2作目である。
作品では時勢に合った事柄を扱っており、実際に各地で県庁の裏金問題が発覚した後には、作品内でも県庁の裏金が発覚し、隠蔽しようとする県庁職員と京香が対峙する話が描かれている。

## あらすじ
ベストセラー推理作家としても活躍する女性が市長となり、持ち前の推理力を活かしながら、市の環境問題、福祉・介護問題、医療問題など市の問題に取り組む姿を描く。

## 登場人物

### 遠山家
遠山 京香（とおやま きょうか）
前市長だった義父の遺志を継ぎ、華浜市の市長選に立候補、当選する。常に市民のことを考え、「市民を守る政治」を実行し、市役所で働く人々をも巻き込んで改革していく。その市政は一部の人間の反感を買い、娘が誘拐される・市の施設が爆破されるなど数々の事件に巻き込まれる。そのため、市長には珍しく県警からSPが出向し就いている。
「遠山京介」の名で活躍するベストセラー推理小説作家でもある。夫・康平とは大学生の時に結婚。第1子を流産してしまった過去を持つ。
遠山 康平（とおやま こうへい）
京香の夫。イラストレーター。父は、前市長だった。
遠山 ありす（とおやま ありす）
京香と康平の長女。小学5年生。京香似で正義感が強いが、それが原因でクラスでいじめに遭ってしまうが、自分で解決した。
遠山 薫子（とおやま かおるこ）
姑。康平の母親。ほとんどの家事を負担してくれる。
遠山 康造（とおやま こうぞう）
康平の父親。故人。前市長。任期中に突然倒れ2ヶ月間意識不明が続いた後、死亡する。意識がない中でも市政のことばかり呟いていた。

### 市役所関係
咲岡 修治（さきおか しゅうじ）
総務部秘書課。京香の秘書。後に観光課へ異動となる。遠山京介のファンでもある。
小平 翔（こだいら しょう）
公用車運転手。クールで笑顔を滅多に見せない堅物タイプだったが、京香と関わっていくうちに軟化する。妻と別居中。
黒塚 鋼造（くろづか こうぞう）
助役。京香を認めていなかった。
二の宮 洋子（にのみや ようこ）
助役。京香の味方。体調悪化に伴う入院で、由比を助役に推薦した。辞職したのか休職しているのかは描かれていない。
由比 正親（ゆい まさちか）
7巻より登場する新しい助役。二の宮が入院し、彼女の推薦で就任した。はっきりと物を言い、助役や市長にもズバズバ助言・進言をするため、あだ名は「Mr.シザー」。
元は、区役所の職員だった。区役所に勤めていた時、同僚でもあった妻が汚職の濡れ衣を着せられ自殺したという過去を持つ。そのため、京香と確執があったが妻の自殺の謎が京香によって解明されたことにより和解。京香の言動を良く理解し、言われる前に京香の望むようにスケジュールを組むなど気が利く。
一の瀬 つばさ（いちのせ つばさ）
9巻より登場する、総務部秘書課で研修中の秘書見習い。仕事はできず、面倒くさがり屋の面があり、京香とはそりが合わない。県庁に勤めている彼氏がおり、意外に情報網が広い。

### 県庁関係
司馬 始（しば はじめ）
京香市長就任時の県知事。康造が市長だった時から親交があり、個人的に京香のファンでもある。第41話（第9巻）で再選に臨むが、裏金問題発覚の釈明記者会見の最中に心臓発作を起こし入院、対立候補だった将之に敗れる。京香に裏金問題に関わる不正を暴いて欲しいと託す。
将之 政行（しょうの まさゆき）
第41話で知事選に立候補した。元アナウンサーという抜群の知名度を活かし、司馬の不在も後押しとなり知事に当選した。裏では県庁の裏金の存在を知っており、それを利用して県庁を掌握しようと企み、計画的に司馬を追い落とした。私益のためなら人の命も問わない。
前橋 保（まえばし たもつ）
県庁職員。裏金の存在を知り、全データを司馬に渡し明るみに出そうとしたが、将之の妨害に遭う。
玉城（たまき）
将之の秘書。将之の指示に忠実に従う。

### 華浜ストリート・ガーディアンズ
華浜市民によるボランティアの自警団。仕事は、ゴミ拾いから酔っ払いの救護、ひったくりの捕獲までできることは何でもする。
勇太（ゆうた）
児童養護施設「天使の国園」の少年。
結衣（ゆい）
児童養護施設「天使の国園」の少女。

### その他
谷 文蔵（たに ぶんぞう）
日本屈指の油絵画家。市庁舎のホールに飾ってある絵画『アテナ像』の作者。現在は、公園でホームレス生活を送る。
ジェフ
ありすのクラスメイト。日本語が分からず打ち解けられなかった。
三河 ゆかり（みかわ ゆかり）
華浜市の姉妹都市・華山市の市長。京香より10歳年上。
冴島 巧（さえじま たくみ）
ありすのボディーガードをしていた巡査。ある事件で京香を守り、それがきっかけで京香のSPに就任した。一介の巡査がいきなりSPになれるのか不明である。

## 華浜市について

### 基本情報
- K奈川県内の一市。
- 人口290万人。面積390平方km。
- 東は工業地帯と市の中枢、南は山地が広がる農村地帯、北西には広大な住宅地や商業地が広がる大型都市。
- 市の北西にある桜田区は東京と接しており、人口が増加し続けている。
- 山形県華山市と姉妹都市。
- 災害用に一般市民も加わった無線ネットが作られている。

### 行事
華浜ランプ祭り
これと言って祭りがないので作られた。頭にランプを載せ、海岸通りを踊り歩く。京香曰く『熊本の山鹿灯籠まつりのパクリっぽい』。

### 市内の施設など
華浜市民病院
病院内で働く女性からの要望で、保育所併設が検討される。
華浜市新焼却炉
処理能力日量300t、1,300℃の高熱処理でダイオキシンの発生を軽減させる。180億円かけて作られた。
サザンブルー
大規模ドーム型温水プール。焼却炉に併設。衛生面で内部告発があったが京香が自ら調査に出向き解決する。
天使の国園
県が運営する児童養護施設。園長や職員による虐待行為を京香が告発、一新する。
日本語教室
日本語教育が必要な外国人児童が通う学校で行われる。周辺住民がボランティアで教師をする。
華浜ランドトップタワー
地上60階建ての高層ビル。華浜市のシンボルとも言える。
ドン・コルレオーネ
24時間営業の安売り量販店。モデルは『ドン・キホーテ』か。
華浜中央図書館
華浜市にある17ヶ所の市立図書館の本部。
華浜動物園
市内に2つある動物園の一つ。たいした見世物もなくありすも「つまらない」と言っていたが、ライオンのレオンのおかげで人気が回復。
華浜ハートスクール
事情があって学校に行けない子らが、絵や音楽などの創作活動をしながら集団生活に戻ることができるよう働きかける市の施設。不登校体験者や保護者のボランティアによる相談窓口もある。
ブルーピア
グリーンピアを基にした公共施設。赤字が累積していたため、将之は売却を、京香は再生を考えていた。京香の友人のホテリアーにより徐々に集客力も回復していった。

## その他
各巻帯で著名人が推薦しており、5巻では横浜市市長（当時）の中田宏が、6巻ではニュースキャスターの安藤優子が、7巻では料理愛好家平野レミが、9巻では弘兼憲史が推薦している。